# Consird
Consird Târgoviște este o companie producătoare de semifabricate turnate din fontă și oțel, subansamble și piese auto, remorci și semiremorci, mașini agricole și alte construcții metalice.
În iulie 2003, Grupul Industrial ALCA a achiziționat de la Autoritatea pentru Privatizare (APAPS) pachetul de 77,51% din acțiunile Consird Târgoviște, valoarea totală a tranzacției fiind de 300.000 de euro.
Cifra de afaceri în 2002: 4,4 milioane lei
Venit net în 2002: -0,9 milioane lei (pierdere)